# Alteburg (Schotten)
Die Alteburg, auch Altenburg genannt, ist eine abgegangene Wasserburg im Alteburgpark der Stadt Schotten im Vogelsbergkreis in Hessen.

## Geschichte
Als Vorgängeranlage der Alteburg kann eine frühe Ringwallanlage angenommen werden. 1960 gemachte Funde weisen auf die Hallstattzeit hin. Die Wasserburg dürfte sich um 1000 auf einem künstlich aufgeschütteten Burghügel entwickelt haben, umgeben von einem aus der Nidda gespeisten kreisrunden Wassergraben. Sie diente vermutlich der Überwachung einer wichtigen Fernstraße, die entlang der Nidda über die Höhen des Vogelsberges führte. Nachdem die Burg 1382 vom Rheinischen Städtebund zerstört worden war, wurde sie nicht wieder aufgebaut.
Ein Wohnhaus wurde vermutlich 1515 auf den Resten der Burg gebaut. Erstmals schriftlich erwähnt wurde die Alteburg 1547, als sie als „alte Kemenate“ in die Urkunden Eingang fand.
Tilemann von Günderrode (1512–1550), Kanzler des Landgrafen Philipp I. von Hessen, erhielt die verfallene Anlage nebst weiterem Besitz in Schotten vom Landgrafen zu Lehen. Sein Sohn Wilhelm (1550–1607), der Obrist in hessen-kasselschem Dienst wurde, ließ um die Jahrhundertwende, wohl 1605, die Reste der Burg und des alten Wohnhauses beseitigen und auf Teilen der massiven Grundmauern ein stattliches Fachwerkhaus mit Satteldach als Witwensitz errichten. Den heute noch sehr gut erhaltenen, von Bäumen umgebenen Fachwerkbau umringt noch immer der von der Nidda gespeiste kreisrunde Wassergraben.
Das Anwesen ist in Privatbesitz und der Öffentlichkeit nicht zugänglich. Die zur Nidda und der Bundesstraße 276 hin gelegene Parkanlage Alteburgpark mit dem Wassergraben wurde von der Stadt Schotten gekauft und angelegt und ist frei zugänglich.